# Szubhúti

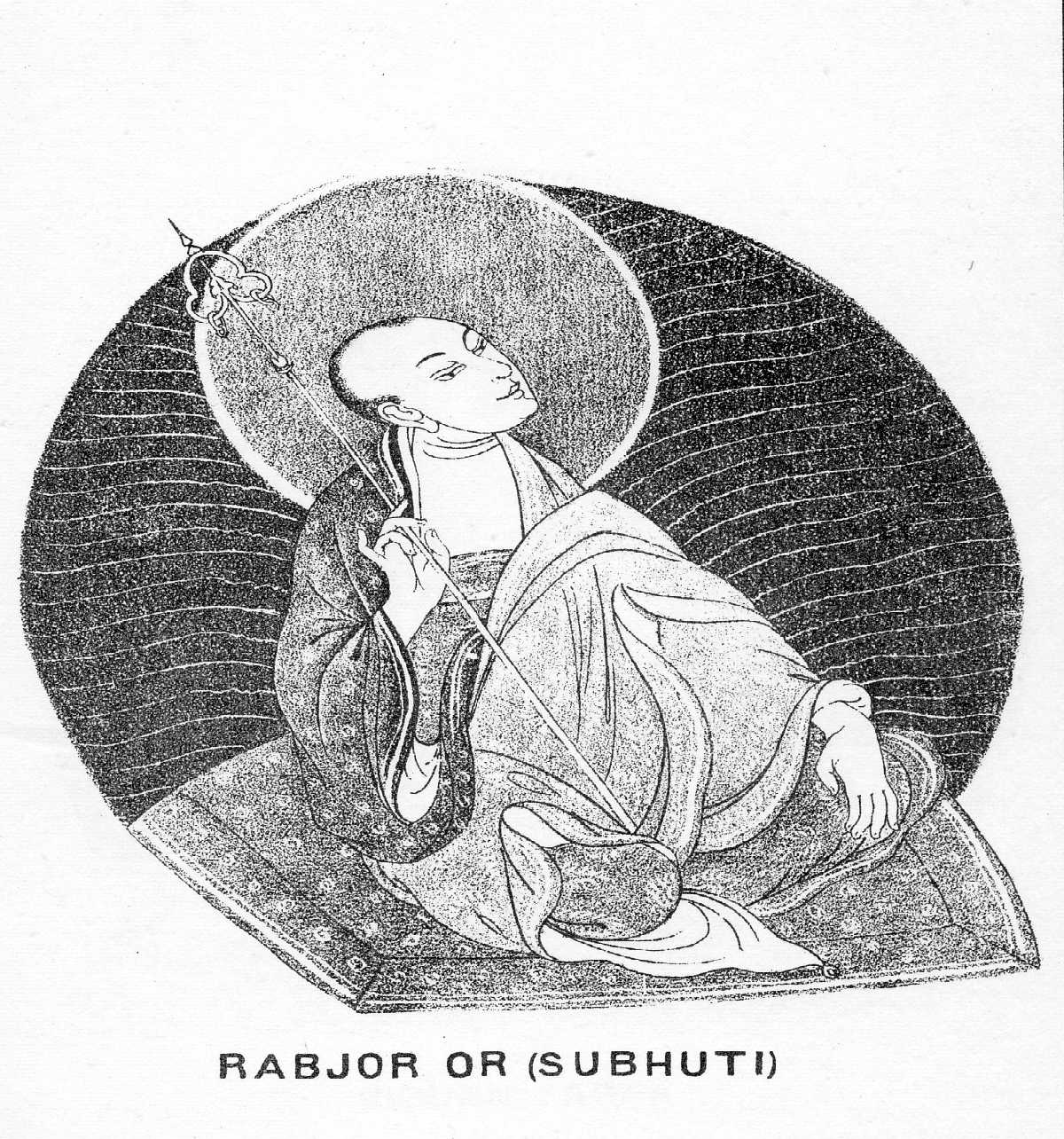
Szubhúti tibeti ábrázolása, ahol Rabdzsor néven említik.

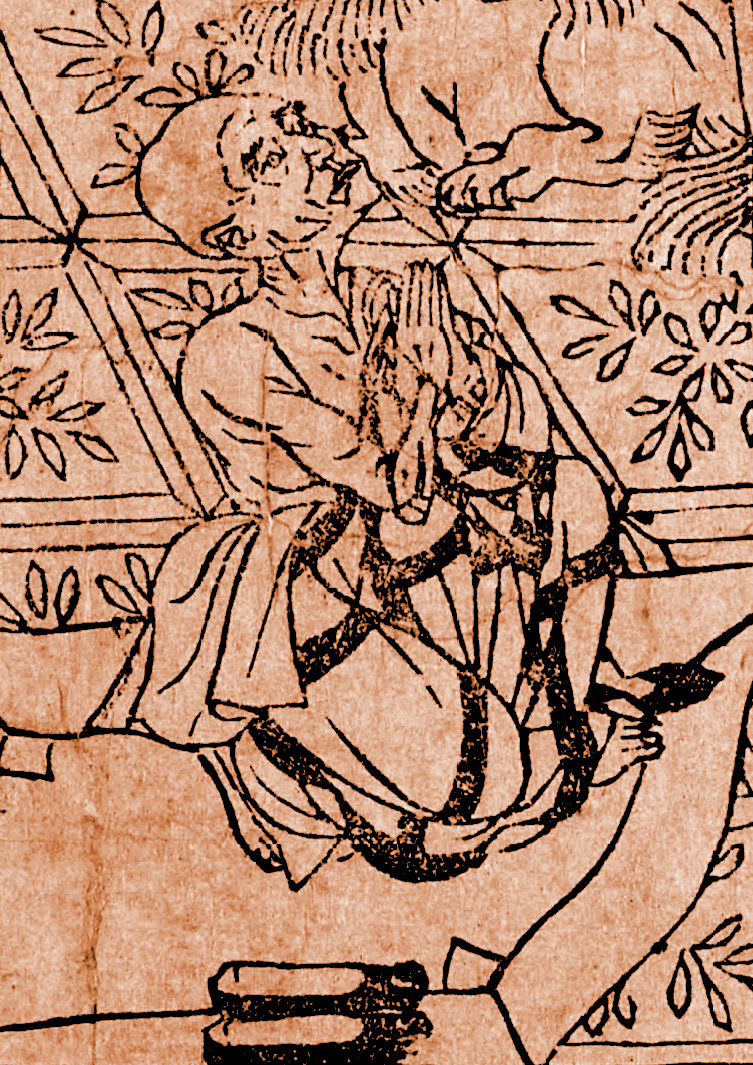
Szubhúti a Buddhához intéz szavakat, a legkorábbi nyomtatott könyvben (Gyémánt-szútra).

Szubhúti (páli: सुभूति, kínai: 须菩提, pinjin: Xūpútí) Sákjamuni Buddha tíz fő tanítványa közé tartozott, akik közül ő értette legtökéletesebben az üresség tanát. Prakrit és páli nyelven a név szó szerinti jelentése "jó létezés". Néhol úgy utalnak rá, hogy az "Idősebb Szubhúti" (Sthavira Szubhúti). Olyan neves arhatok kortársa volt, mint Száriputta, Mahákásjapa, Maudgaljájana, Kátjájana vagy Ánanda.

## A mahájána buddhizmusban
A mahájána hagyományokban Szubhútit a leginkább arról ismerik, hogy a Buddha átadta neki a Gyémánt szútra (szanszkrit: Vadzsraccsediká Pradzsnyápáramitá-szútra) tanait, amely egy fontos tanítás a Pradzsnyápáramitá műfajában. Ez a Szív szútrával (szanszkrit: Pradzsnyápáramitá hrdaja) együtt az egyik legismertebb szútra mind a gyakorló és a világi buddhisták számára. Szubhútinak tulajdonítják a Pradzsnyápáramitá-szútrákat.
A Lótusz szútra 6. fejezetében (Jóslat adományozása) a Buddha megvilágosodással kapcsolatos próféciákat adományoz tanítványainak: Mahákásjapa, Maudgaljájana, Kátjájana és Szubhúti.

## A théraváda buddhizmusban
A théraváda buddhizmusban Szubhúti kevésbé jelentős személy.

## A zen írásokban
A zen buddhizmusban több párbeszédben is megjelenik Szubhúti.